# Football Federation of Belize
Belizeński Związek Piłki Nożnej (ang. Football Federation of Belize, FFB) – ogólnokrajowy związek sportowy, działający na terenie Belize, będący jedynym prawnym reprezentantem belizeńskiej piłki nożnej, zarówno mężczyzn, jak i kobiet, we wszystkich kategoriach wiekowych w kraju i za granicą. Od 1986 roku jest zrzeszony w FIFA oraz CONCACAF.
W latach 1980–2001 nosił nazwę Belize National Football Association (BNFA).
Siedziba federacji mieści się w stołecznym Belmopanie.
Główne statutowe cele FFB to: organizowanie rozgrywek piłkarskich we wszystkich formach na poziomie krajowym, rozwijanie futbolu w Belize poprzez wdrażanie niezbędnych programów strukturalnych oraz administrowanie organizacyjne i finansowe rozgrywkami Premier League of Belize.
W czerwcu 2011 FIFA zawiesiła Belize ze skutkiem natychmiastowym za nieuzasadnioną ingerencję państwa w działalność FFB. Bezpośrednią przyczyną był list skierowany do FIFA przez rząd Belize, w którym ogłosił on, że nie uznaje władz FFB i reprezentacji Belize, która pokonała wówczas na wyjeździe Montserrat (5:2) w eliminacjach do Mistrzostw Świata w Brazylii. Przed rewanżem z Montserratem rząd Belize poinformował, iż policja nie jest w stanie zapewnić bezpieczeństwa drużynie przyjezdnej, nie weźmie odpowiedzialności za przebieg spotkania i zażądał jego odwołania. FIFA uznała to za ingerencję władz państwowych i tymczasowo zawiesiła Belize w prawach członka do 30 czerwca.

## Prezesi
- Dr. Bertie Chimilio (1998–2012)[4]
- Ruperto Vicente (2012–2016)[5]
- Marlon Kuylen (2016–2017, p.o.)[6]
- Sergio Chuc (od 2017)[7]